# Alexander Kuoppala
Sami Okko Aleksanteri Kuoppala, detto Alexander (Espoo, 11 aprile 1974), è un chitarrista finlandese, ex membro dei Children of Bodom (dal 1995 al 2003) e dei Norther (dal 1998 al 2000, conosciuti al tempo con il nome di Decayed).

## Biografia
Alexander Kuoppala è nato nel 1974 a Espoo, in Finlandia. Ha iniziato a suonare la chitarra all'età di dieci anni grazie a sua madre che gli ha impartito le basi. Inizialmente il suo stile era incentrato sul blues e sul jazz, ma in seguito ha iniziato ad ascoltare heavy metal con band quali W.A.S.P., Judas Priest, Manowar e Ozzy Osbourne.
Alexander suonava la tromba in una banda locale, dove ha avuto l'occasione di conoscere Jaska W. Raatikainen che suonava il corno. Nel 1995 Jaska ha invitato Alexander a suonare la chitarra nella band che aveva formato assieme a Alexi Laiho.
Nello stesso anno si è aggregato a una band di alcuni amici chiamata Keytoes che suona disco/soul music. Nel 1998, un anno dopo il debutto dei Children of Bodom con Something Wild, ha lasciato i Keytoes per andare in tour con i Children of Bodom. Tuttavia, nel 2000 è ritornato nei Keytoes come chitarrista.
Nel 2003 la band ha lasciato la Finlandia per il tour mondiale di Hate Crew Deathroll, ma in luglio ha annunciato ad Alexi che aveva intenzione di lasciare la band.
Alexander ha suonato per l'ultima volta al Tuska Open Air in Finlandia, in seguito il suo posto è stato preso dal chitarrista dei Sinergy Roope Latvala.
Dopo aver lasciato i Children of Bodom Alexander ha iniziato a insegnare musica e ha avuto una figlia nel 2004. Nel 2006 è tornato nella scena musicale come chitarrista del progetto solista del finlandese Timo Rautiainen. Ha suonato nel primo album Sarvivuori e ha suonato ai concerti della band.